# Курансан
Курансан (фр. Courrensan) насеље је и општина у јужној Француској у региону Миди Пирене, у департману Жерс која припада префектури Кондом.
По подацима из 2011. године у општини је живело 401 становника, а густина насељености је износила 15,94 становника/km². Општина се простире на површини од 25,16 km². Налази се на средњој надморској висини од 245 метара (максималној 178 m, а минималној 95 m).

## Демографија
| 1962. | 1968. | 1975. | 1982. | 1990. | 1999. | 2011. |
| ----- | ----- | ----- | ----- | ----- | ----- | ----- |
| 389   | 461   | 457   | 383   | 369   | 375   | 401   |

График промене броја становника у току последњих година